# Innerdeutscher Stromverbund

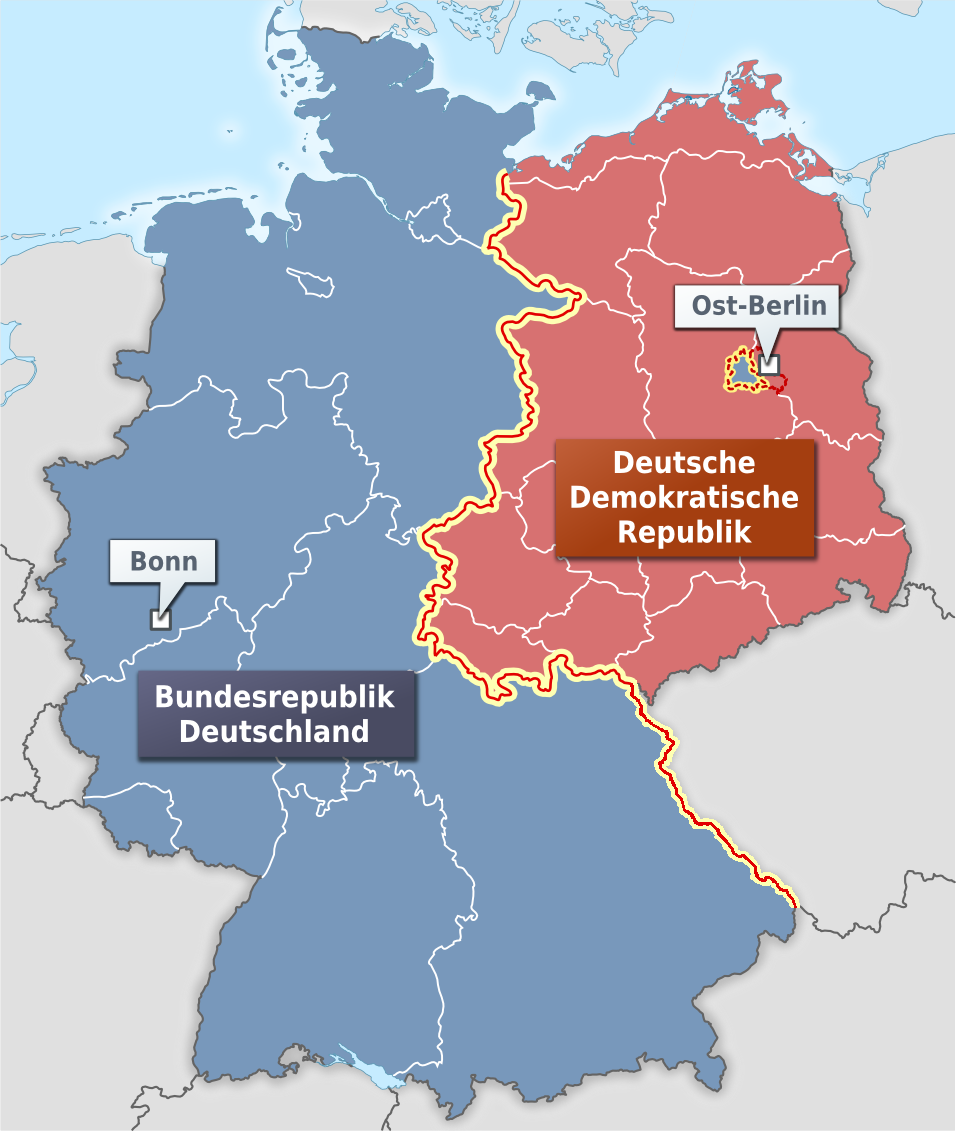
Deutsche Teilung von 1949 bis 1990

Zur Zeit der deutschen Teilung zwischen 1949 und 1990 waren die Stromnetze beider deutscher Staaten – der Bundesrepublik Deutschland und der Deutschen Demokratischen Republik – Teil unterschiedlicher, nicht miteinander synchronisierter Netzverbünde. Die Innerdeutsche Grenze bildete die Grenze zwischen der UCPTE im Westen und der Vereinigte Energiesysteme „Frieden“ im Osten. Nachdem seit den 1950er Jahren alle vormals existierenden Hochspannungsverbindungen zwischen beiden deutschen Staaten getrennt wurden, dauerte es bis ins Jahr 1985, als ein Innerdeutscher Stromverbund hergestellt war und elektrische Energie aus der DDR per Umformer ins Netz der BRD eingespeist werden konnte. Kurz vor der politischen Wende ging 1989 eine 380-kV-Verbindung zwischen west- und ostdeutschen Netz in Betrieb, die nach der Wiedervereinigung bis nach Berlin verlängert wurde. Mit dem Neubau mehrerer innerdeutscher Leitungsneubauten folgte 1995 die Synchronisierung des ostdeutschen mit dem westdeutschen Netz, die geplante HGÜ-Kurzkupplung war somit nicht mehr nötig.
Unabhängig von der Trennung beider Netze bestand an einigen Orten entlang der innerdeutschen Grenze die Versorgung westdeutscher Gemeinden aus dem DDR-Netz auch nach Bau der Grenzanlagen fort. Die „Westversorgung“ ermöglichte es der DDR-Wirtschaft, Devisen einzubringen. Eine Sondersituation entwickelte sich in West-Berlin, das zu dieser Zeit als faktische Enklave in der DDR dem Viermächtestatus unterlag und sich per Inselnetz selbst mit Strom versorgte.

## Geschichtliche Entwicklung

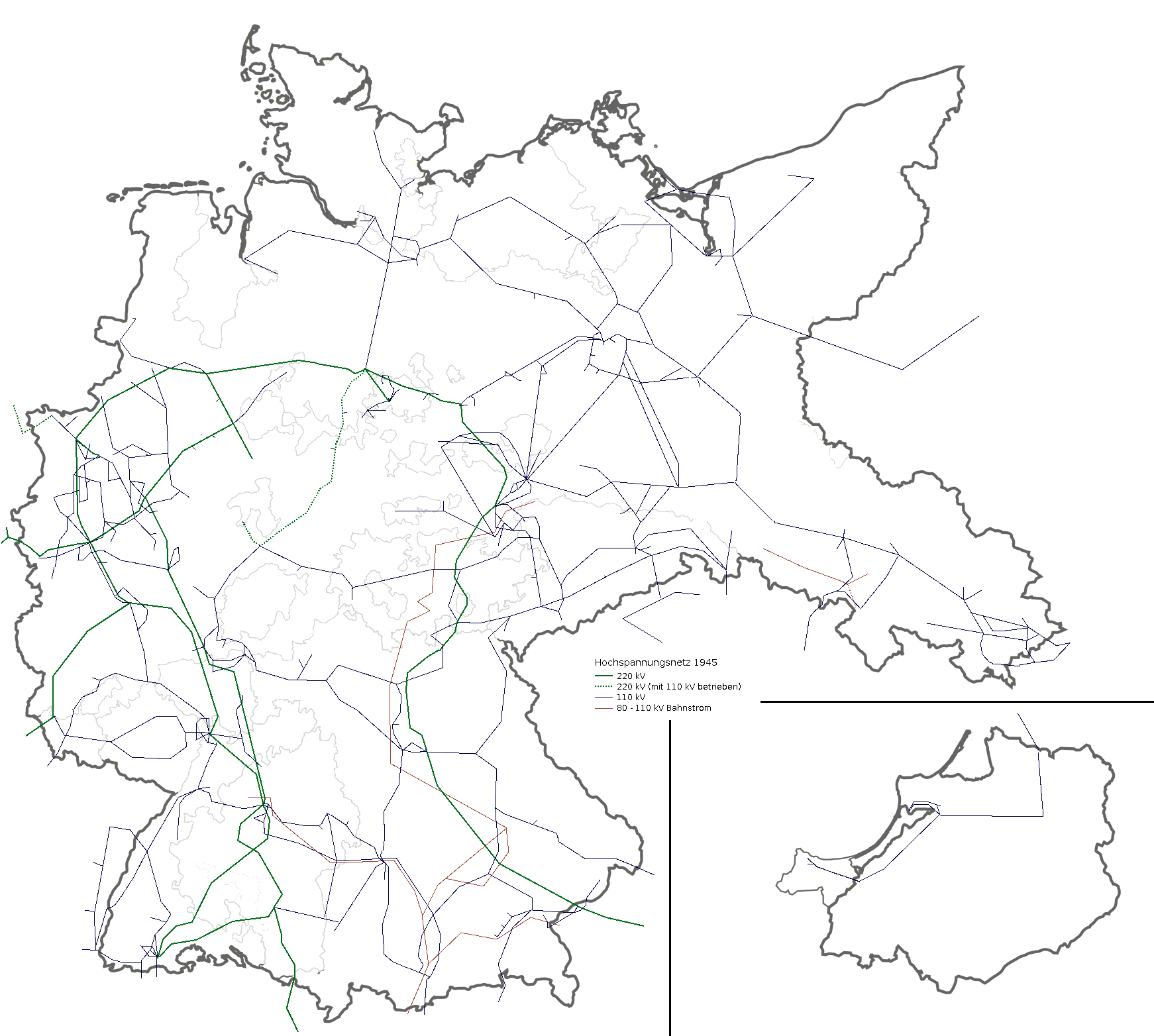
Deutsches Hochspannungsnetz 1945

In den ersten beiden Jahrzehnten des 20. Jahrhunderts entwickelten sich in Deutschland die ersten Überlandzentralen, die in Kraftwerken erzeugte elektrische Energie mit Dreiphasenwechselstrom mit bis zu 100 kV Spannung über größere Entfernungen verteilten. Einige dieser Unternehmen, die ursprünglich als Stadtwerk in einem städtischen Elektrizitätswerk Gleichstrom für die unmittelbare örtliche Nutzung produzierten, bauten durch Expansion eine Großversorgung auf, etwa das RWE. In Preußen dominierte mit den Elektrowerken eine reichseigene und ab 1927 mit der Preußenelektra eine staatliche Energiewirtschaft. In diesem Jahr kam es erstmals auch zum Abgrenzen von Einflussgebieten der Großversorger. Mit Zusammenschluss der Energieversorger in der Aktiengesellschaft für deutsche Elektrizitätswirtschaft im Mai 1929 wurde der Grundstein für ein gesamtdeutsches Verbundnetz geschaffen, das in den Folgejahren auf der 220-kV-Ebene ausgebaut wurde. Stromlieferungsverträge benachbarter Energieversorgungsunternehmen führten zum Bau von Koppelleitungen zwischen zwei Versorgungsgebieten.
In der Zeit des Nationalsozialismus wurde die Elektrizitätswirtschaft weiter zentralisiert. Im 1935 verabschiedeten Gesetz über die Elektrizitäts- und Gasversorgung wurde die geschichtlich bedingte dezentrale Energieerzeugung aus strategischen Gründen festgeschrieben. Kurz nach Ausbruch des Zweiten Weltkriegs wurde in der Hauptschaltleitung des RWE in Brauweiler der „Reichslastverteiler“ eingerichtet, womit erstmals das gesamte deutsche Hochspannungsnetz von einer zentralen Stelle aus gesteuert werden konnte. Der weitere Ausbau des 220-kV-Netz wurde von den Elektrowerken unter dem Namen Reichssammelschiene ausgeführt. Von den sehr expansiven Plänen wurde bis 1941 eine 750 km lange Nord-Süd-Verbindung zwischen Helmstedt und Ernsthofen bei Linz fertiggestellt, eine Weiterführung über Wien bis ins Oberschlesische Industriegebiet befand sich in Bau.
Die Elektrifizierung der Bahnstrecken zwischen Nürnberg und Leipzig begann Mitte der 1930er Jahre. Dabei sollten bereits elektrifizierte Gebiete in Bayern und Mitteldeutschland miteinander verknüpft werden. Zur Versorgung der Strecke mit 16,7-Hz-Bahnstrom entstand nördlich von Leipzig das Bahnkraftwerk Muldenstein und ein rotierendes Umformerwerk in Nürnberg. Beide Standorte wurden über eine Bahnstromleitung miteinander verbunden, die über mehrere Unterwerke entlang der Strecke in die Oberleitung einspeiste. Von Nürnberg bis Saalfeld konnte der elektrische Bahnbetrieb noch vor Kriegsbeginn aufgenommen werden.

### Vor 1945 bestehende Leitungen
Da die Zonengrenze größtenteils entlang der alten Ländergrenzen bzw. der preußische Provinzgrenzen gezogen wurde, und diese in der Regel über eigene Energieversorgungsunternehmen verfügten, handelte es sich bei den meisten interzonalen Hochspannungsleitungen um Kopplungen zweier Energieversorger. Die Bahnstromverbindung Nürnberg–Muldenstein querte die spätere Zonengrenze insgesamt dreimal.
| Verbundleitungen      | Verbundleitungen             | Verbundleitungen                   | Verbundleitungen                    | Verbundleitungen | Verbundleitungen | Verbundleitungen                            |
| Spannung              | Umspannwerk Bizone           | Umspannwerk sowjetische Zone       | Betreiber                           | Baujahr          | Foto             | Bemerkungen                                 |
| --------------------- | ---------------------------- | ---------------------------------- | ----------------------------------- | ---------------- | ---------------- | ------------------------------------------- |
| 30 kV                 | Schlutup                     | Schönberg                          | Märkisches Elektrizitätswerk        | 1930             |                  | [ 5 ]                                       |
| 110 kV                | Alt Garge                    | Hagenow                            | Hamburgische Electricitäts-Werke    | 1940er           |                  | [ 5 ]                                       |
| 220 kV                | Helmstedt                    | Magdeburg                          | Elektrowerke                        | 1935             |                  | Ab 1938 Teil der Reichssammelschiene        |
| 60 kV                 | Grone                        | Heiligenstadt                      | Preußenelektra                      | 1930             |                  | [ 6 ]                                       |
| 110 kV                | Hersfeld                     | Breitungen                         | Preußenelektra                      | 1925             |                  | [ 7 ] [ 8 ]                                 |
| 110 kV                | Kulmbach                     | Neuhaus-Schierschnitz              | Bayernwerk                          | 1937             |                  | [ 7 ]                                       |
| 110 kV (Bahnstrom)    | Steinbach am Wald            | Rothenstein                        | Deutsche Reichsbahn                 | 1939             |                  | [ 9 ] [ 10 ]                                |
| 110 kV                | Hof                          | Herlasgrün                         | Aktiengesellschaft Sächsische Werke | 1938             |                  | [ 11 ] [ 12 ] [ 13 ] [ 14 ]                 |
| 220 kV                | Ludersheim                   | Remptendorf                        | Elektrowerke                        | 1941             |                  | Reichssammelschiene                         |
| Leitungen nach Berlin |                              |                                    |                                     |                  |                  |                                             |
| Spannung              | Umspannwerk sowjetische Zone | Umspannwerk Berlin                 | Betreiber                           | Baujahr          | Foto             | Bemerkungen                                 |
| 110 kV                | Zschornewitz                 | Kraftwerk Klingenberg              | Elektrowerke                        | 1918             |                  | Golpa-Leitung                               |
| 110 kV                | Trattendorf                  | Friedrichsfelde                    | Elektrowerke                        | 1921             |                  |                                             |
| 110 kV                | Zschornewitz                 | Spandau                            | Elektrowerke                        | 1925             |                  | [ 15 ] [ 16 ]                               |
| 110 kV                | Trattendorf                  | Spandau                            | Elektrowerke                        | 1928             |                  |                                             |
| 110 kV                | Hennigsdorf                  | Spandau                            | Märkisches Elektrizitätswerk        | 1920er           |                  | [ 15 ] [ 16 ]                               |
| 110 kV                | Magdeburg                    | Spandau                            | Elektrowerke                        | 1935             |                  |                                             |
| Transitleitungen      |                              |                                    |                                     |                  |                  |                                             |
| Spannung              | Umspannwerk 1                | Umspannwerk 2                      | Betreiber                           | Baujahr          | Foto             | Bemerkungen                                 |
| 110 kV (Bahnstrom)    | Zapfendorf (Bizone)          | Steinbach am Wald (Bizone)         | Deutsche Reichsbahn                 | 1939             |                  | Verlief abschnittsweise über Gebiet der SBZ |
| 110 kV                | Remptendorf (sowj. Zone)     | Neuhaus-Schierschnitz (sowj. Zone) | Thüringenwerk                       | 1937             |                  | Verlief abschnittsweise über Westgebiet     |

Daneben wurde von 1941 bis 1945 die als 115 Kilometer langes Erdkabel ausgeführte, bipolare HGÜ Elbe-Projekt mit einer Übertragungsspannung von 200 kV und einer maximalen Übertragungsleistung von 60 MW zwischen dem Kraftwerk Vockerode und Berlin-Marienfelde errichtet, welche allerdings wegen der Kriegsereignisse nicht mehr in Betrieb ging und von der sowjetischen Besatzungsmacht demontiert wurde.

## Demontage, Abriegelung und Netztrennung unter sowjetischer Besatzung

### Reparationen
Die Länder Thüringen, Sachsen und Mecklenburg sowie die preußischen Provinzen Sachsen und Brandenburg bildeten nach dem Zweiten Weltkrieg die Sowjetische Besatzungszone Deutschlands, während große Teile der Provinzen Pommern und Niederschlesien sowie ganz Ostbrandenburg, Oberschlesien und Ostpreußen unter polnische bzw. sowjetische Verwaltung gestellt wurden. Die sowjetische Militärverwaltung begann zügig mit der Demontage von Industrieanlagen und Bahnstrecken im Rahmen von Reparationen.
Auch Hochspannungsleitungen und Umspannwerke gehörten zu diesen Objekten. Allein in Sachsen waren rund 395 km Leitungen betroffen, mehr als zehn Prozent des landesweiten Netzes. Im Zuge dieser Demontagen baute die sowjetische Besatzungsmacht im April 1946 Anlagenteile der 220-kV-Leitung der Reichssammelschiene ab. Demontiert wurden das komplette Umspannwerk Marke, der Haupt- und Regeltransformator 1 im Umspannwerk Remptendorf und ein Stromkreis des auf dem Gebiet der sowjetischen Zone liegenden Teilstück der 220-kV-Leitung. Trotzdem erlaubte die sowjetische Militärregierung ab 1947 übergangsweise noch den Transport elektrischer Energie in die amerikanische Besatzungszone über den verbleibenden Stromkreis der Leitung Remptendorf–Ludersheim. Zum Zeitpunkt der Einstellung im Februar 1949 betrug die über den verbliebenen Stromkreis der Leitung transportierte Menge 8.646.000 kWh.
Noch im selben Jahr plante das Bayernwerk eine Ersatzverbindung zwischen dem Abschnitt der Reichssammelschiene, der sich immer noch im Besitz der EWAG befand, und dem 220-kV-Netz des RWE bzw. der Preußenelektra in den westlichen Besatzungszonen (Trizone). Mit Aufhebung der alliierten Restriktionen der amerikanischen Militärverwaltung im Jahr 1947 ließ der Geschäftsführer des Bayernwerks, Leonhard Wolf, den „sofortigen Baubeginn des Dampfkraftwerks am Hafen Aschaffenburg“ sowie ein „Neubau der 220-kV-Leitung Aschaffenburg–Borken zur Preussischen Elektrizitäts-AG“ verkünden.
Die Energiewirtschaftsverordnung vom 22. Juni 1949 legte die Struktur der Energieversorgung auf dem Gebiet der sowjetischen Besatzungszone neu an: Alle Gas- und Elektrizitätsversorger wurden durch fünf Energiebezirke verwaltet. Spätestens Ende 1950 war der Verbund mit dem Bayernwerk aufgelöst. Das erste Teilstück dieser neuen Leitung zwischen dem Umspannwerk Ludersheim und dem Kraftwerk Aschaffenburg ging am 14. Dezember 1949 in Betrieb. 1950 folgte von Aschaffenburg aus der Anschluss ans RWE im Umspannwerk Kelsterbach und 1951 an die Preußenelektra im Umspannwerk Borken. Somit konnte der Verbundbetrieb mit dem verbliebenen Netz der Elektrowerke wiederhergestellt werden. Die bei der Inbetriebnahme hochgehaltene „elektrische Wiedervereinigung des gesamtdeutschen 220-kV-Rings“ durch das Bayernwerk war in der Realität aus politischen Gründen nicht mehr möglich.
Auch nahezu das gesamte mitteldeutsche Netz an 60-kV-Bahnstromleitungen, das sich vom Kraftwerk Muldenstein aus über weite Teile des Großraums Halle/Leipzig erstreckte, wurde als Reparation abgebaut. Ebenso die 110-kV-Verbindung von Muldenstein nach Nürnberg, die auf sowjetischem Zonengebiet vollständig abgerissen wurde. Dies hatte zur Folge, dass sich auf bayerischem Gebiet nun eine vom Unterwerk Steinbach am Wald ausgehende, funktionslose Bahnstromleitung bis kurz vor die Zonengrenze befand.

### Blockade West-Berlins
Die Währungsreform in den westlichen Besatzungszonen (Trizone) veranlasste die Sowjetunion, Druck auf die Westalliierten auszuüben. Mit der Blockade der drei westalliierten Sektoren Berlins versuchte sie, die gesamte Stadt in den eigenen Machtbereich zu zwängen. Die in vier Sektoren eingeteilte Stadt lag wie eine Insel inmitten der sowjetischen Besatzungszone. Durch das Kappen der Versorgungswege an den Außengrenzen konnte die Sowjetunion die drei Westsektoren vollständig von der Außenwelt isolieren.
Begonnen wurde in der Nacht zum 24. Juni 1948, als das Kraftwerk Zschornewitz die Belieferung West-Berlins mit elektrischem Strom über die Golpa-Leitung einstellte. Da die Kraftwerkskapazitäten West-Berlins bei Weitem nicht für die Eigenversorgung der Stadt ausreichten, kam es infolgedessen in ganz West-Berlin zu Stromausfällen. Am nächsten Tag folgte die Unterbrechung des gesamten Straßen-, Schienen und Wasserverkehrs nach West-Berlin. Infolge der Versorgung West-Berlin durch die Berliner Luftbrücke und einer Gegenblockade der sowjetischen Zone durch die Westalliierten konnte die Sowjetunion ihr Ziel nicht erreichen und hob die Blockade am 12. Mai 1949 wieder auf. Ab diesem Zeitpunkt waren zum einen die Verkehrswege wieder geöffnet, zum anderen wurde West-Berlin fortan wieder mit Strom aus den Kraftwerken der sowjetischen Zone beliefert. Als Reaktion auf die Blockade wurden in Zusammenarbeit mit den amerikanischen Behörden die Kraftwerkskapazitäten in West-Berlin stark ausgebaut. So wurden im Zuge der Luftbrücke große Mengen an Bauteilen für die Ausrüstung des zu erweiternden Kraftwerks West eingeflogen.

### Trennung von west- und ostdeutschem Stromnetz

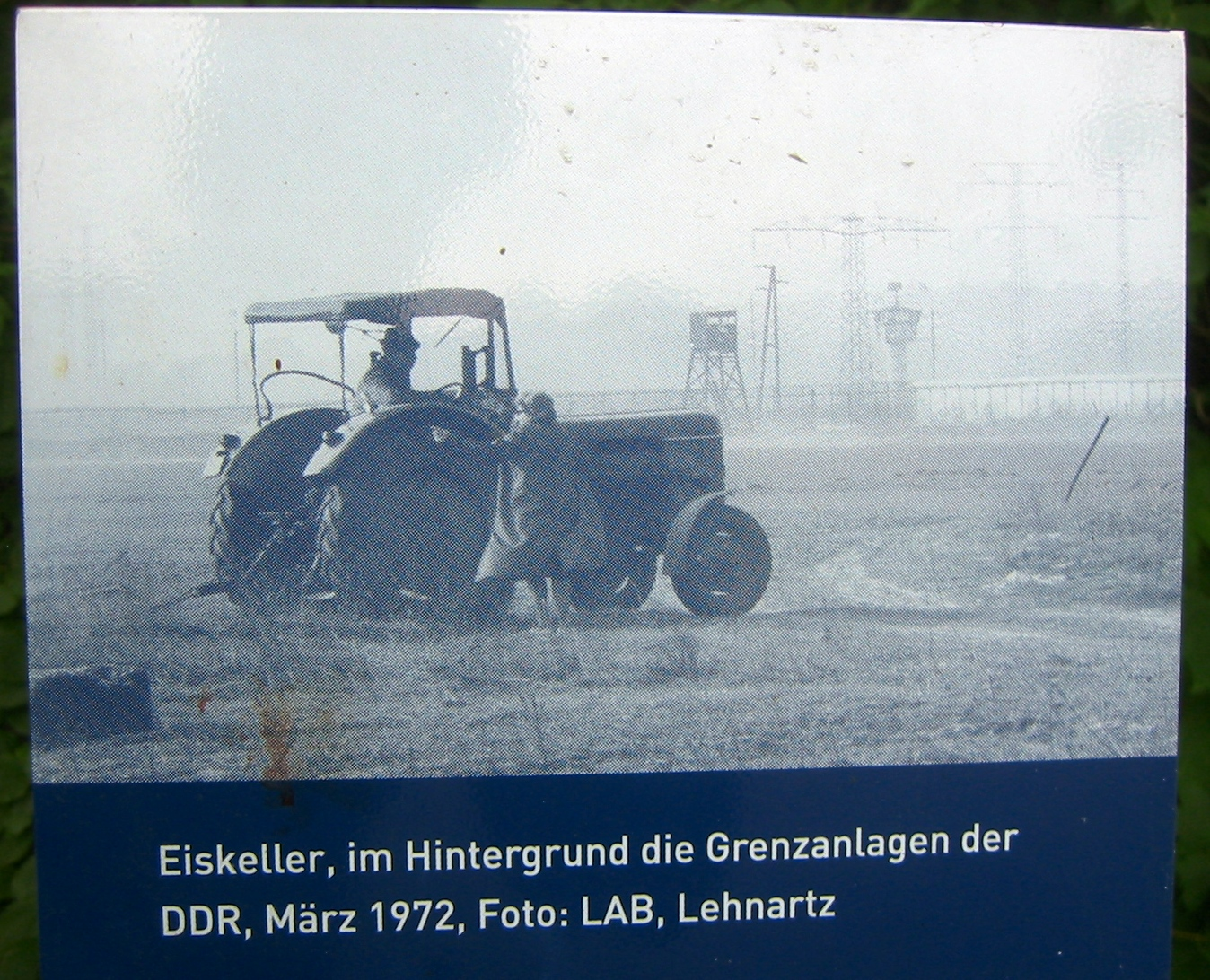
Am Eiskeller führten mehrere 110-kV-Leitungen der EWAG und des märkischen Elektrizitätswerks ins Berliner Stadtgebiet zum Umspannwerk Spandau (hinten rechts)

Das Jahr 1949 markiert den Beginn der Deutschen Teilung – am 23. Mai trat das Grundgesetz für die Bundesrepublik Deutschland in Kraft, dessen Gültigkeit sich zunächst nur auf die drei westlichen Besatzungszonen erstreckte. Am 7. Oktober wurde mit der Gründung des zweiten deutschen Staates, der Deutschen Demokratischen Republik auf dem Gebiet der sowjetischen Besatzungszone und Ost-Berlins, die Zweistaatlichkeit manifestiert. Der Besatzungsstatus wurde in der BRD am 5. Mai 1955 mit den Pariser Verträgen aufgehoben, ab dem 20. September 1955 galt für die DDR durch einen Vertrag mit der Sowjetunion dasselbe. Die Bundesrepublik wurde Mitglied im westlichen Verteidigungsbündnis NATO, die DDR Mitglied im Warschauer Pakt.
Acht größere Energieversorgungsunternehmen auf dem Gebiet der westlichen Besatzungszonen gründeten 1948 die Deutsche Verbundgesellschaft (DVG), der 1949 die Bewag, die das Berliner Stromnetz betrieb, folgte. Die DVG war Gründungsmitglied der Union pour la coordination de la production et du transport de l’électricité (UCPTE) mit Sitz in Paris, die im Rahmen eines europaweiten Netzverbundes die Stromnetze mehrerer westeuropäischer Staaten koordinierte. Als Gegenreaktion veranlasste die DDR am 5. März 1952 ohne Vorankündigung die Unterbrechung der Stromlieferungen nach West-Berlin, angeblich, da die aus der DDR ins UCPTE-Gebiet führenden Leitungen Störungen im Stromnetz der DDR verursachen würden. West-Berlin musste sich von nun an selbst mit Strom versorgen und setzte auf die bereits während der Berlin-Blockade aufgestockten Kraftwerkskapazitäten. Während der gesamten Zeit der Deutschen Teilung wurde dieser Teil der Stadt im Inselbetrieb versorgt.
Neben der Abtrennung West-Berlins vom Stromnetz folgte bis 1954 auch die nahezu komplette Trennung des ostdeutschen vom westdeutschen Stromnetz. Das Netzgebiet der Landeselektrizität Fallersleben im Raum zwischen Wolfsburg und Helmstedt, das Gebiete westlich und östlich der Zonengrenze vorwiegend aus dem Kraftwerk Harbke versorgte, wurde am 27. Mai 1952 seitens der DDR abgetrennt. Um 2:30 Uhr morgens, mitten in der Nacht, wurden die Anlagen zur Energieerzeugung abgestellt und entlang der Zonengrenze insgesamt 36 Freileitungen der Hoch- und Mittelspannungsebene durchtrennt. Infolgedessen waren 120 Ortschaften vom Stromnetz abgeschnitten. Die Lieferung von elektrischer Energie aus dem thüringischen Kraftwerk Breitungen an das Überlandwerk Rhön wurde eingestellt. Die Leitung vom Umspannwerk Grone nach Heiligenstadt wurde an der Zonengrenze zwischen Bischhagen und Bischhausen durchtrennt, nachdem das Umspannwerk Heiligenstadt am 1. Januar 1953 über eine provisorische Holzmastleitung an das Umspannwerk Hüpstedt angebunden wurde. Die Freileitung vom Kraftwerk Osthannover nach Hagenow wurde nördlich der Elbüberspannung unterbrochen. Die Abschnitt Helmstedt–Magdeburg und Remptendorf–Ludersheim der Reichssammelschiene und die 110-kV-Verbindung zwischen den nahegelegenen Umspannwerken Helmstedt und Harbke traf 1954 dasselbe Schicksal.

## Elektrizitätsversorgung westdeutscher Gebiete aus der DDR
Die Abriegelung der westlichen Sektoren Berlins vom sowjetischen Sektor und der umliegenden sowjetischen Besatzungszone am 13. August 1961 markierte den Beginn des Aufbaus der Grenzanlagen zwischen DDR und BRD. Im Laufe der Jahre führte ein immer weiterer Ausbau der Grenzbefestigungen zu einer nahezu unüberwindbaren Grenze mitten durch Deutschland. Ein Jahr später trat die DDR dem Vereinigten Energiesystem (VES) „Frieden“ bei. Beide deutschen Teilnetze waren von nun an Bestandteil eines größeren Verbundsystems mit jeweils einheitlicher Frequenz. Zwar betrug diese sowohl in West und Ost im Mittel 50 Hz, jedoch weist dieser Wert minimale Schwankungen auf, die im jeweiligen Verbundsystem miteinander synchronisiert auftreten. Diese Schwankungen waren im BRD- und DDR-Netz somit völlig unterschiedlich. Eine Kopplung beider Netze wäre daher nur durch eine Gleichstromkopplung oder im Richtbetrieb möglich – hierbei wird über die Koppelleitung ein Teil des anliegenden Netzes mit den Frequenzschwankungen des benachbarten Netzes betrieben.
Trotz baulich gesicherter Grenze zwischen zwei gegnerischen Militärbündnissen und zwei unterschiedlichen Stromnetzverbünden bestanden auf der Mittel- und Niederspannungsebene nach wie vor Leitungen zwischen den beiden deutschen Staaten, an einzelnen Stellen kam es sogar zu Neubauten über die Grenzen hinweg. Es existierte ausschließlich eine kommerzielle Stromlieferung im Rahmen des kleinen Grenzverkehrs. Dies machte, auch wenn die Westversorgung nur einige kleine Gebiete im unmittelbaren Zonenrandgebiet betraf, eine hohe Versorgungszuverlässigkeit des DDR-Netzes nötig. Daher wurde jederzeit seitens der DDR eine Störreserve bereitgehalten, um eventuelle Lieferengpässe in Folge des nicht unüblichen Materialmangels auszugleichen.
Der Stromexport aus der DDR in die BRD – zunächst über das Mittelspannungsnetz, in den 1980er Jahren dann auch erstmals auf der Hochspannungsebene – hatte in der Elektrizitätswirtschaft des sozialistischen Staates eine hohe Priorität, da er eine Möglichkeit darstellte, Devisen aufzubringen. Im Zeitraum von 1951 bis 1989, also zwischen der Trennung des gesamtdeutschen Stromnetzes in zwei Teilnetze und der Wiedervereinigung, stieg der Stromexport seitens des Elektrizitätskombinats Erfurt in die BRD von 15 GWh/Jahr auf 175 GWh/Jahr. Die Importmenge an Strom aus der DDR in die BRD betrug noch 1985 lediglich 100 GWh, was 0,7 % aller Stromeinfuhren entsprach.

### Wanfried
Eine Besonderheit bildete die gesamte Zeit der Deutschen Teilung hinweg die Elektrizitätsversorgung der hessischen Stadt Wanfried unmittelbar an der Grenze zur DDR und einiger umliegender Gemeinden, die 1971 bzw. 1972 nach Wanfried eingemeindet wurden. Obwohl im Westen liegend, bezog dieses Gebiet seinen Strom zu großen Teilen aus dem Gebiet der DDR. Die Stromerzeugung für Wanfried wurde seit der Jahrhundertwende aus den Turbinen eines Wasserkraftwerks an der Werra bezogen, das sich im Besitz des Gutsherrn Karl-Xaver von Scharfenberg befand. Im Laufe der Zeit schlossen sich weitere umliegende Gemeinden auf hessischem und thüringischem Gebiet dem Elektrizitätswerk Wanfried an, sodass in Falken ein zweites Wasserkraftwerk entstand. Es wurde außerdem ein Verbundbetrieb mit dem Überlandwerk in Mühlhausen hergestellt.
Obwohl die sowjetische Besatzungsmacht die Familie von Scharfenberg 1945 ihrer Besitztümer auf dem Gebiet ihrer Besatzungszone enteignete und die Energieversorgung in staatliche Hand fiel, blieb die Verbindung in den Westen bestehen: Aufgrund der noch bestehenden Laufzeit eines Vertrags Scharfenbergs von 1913 wurde die Lieferung mit elektrischem Strom nicht unterbrochen. Dieser Vertrag sah in seiner Urfassung vor, Strom aus den Wasserkraftwerken Scharfenbergs in Wanfried und Falken ans Überlandwerk Mühlhausen zu liefern, entwickelte sich dann später in einen Vertrag über gegenseitige Lieferung ins anschließende Netz des jeweils anderen Kraftwerks. Während das Wasserkraftwerk Wanfried vor dem Krieg auch Strom nach Thüringen lieferte, wurde Wanfried jetzt von Thüringer Gebiet aus mit Strom versorgt – sogar nach Trennung des ostdeutschen Hochspannungsnetzes vom westdeutschen blieb das Mittelspannungsnetz im Raum Wanfried unangetastet. Die gesamte DDR-Zeit hinweg existierten folgende grenzüberschreitende 10-kV-Leitungen:
- Döringsdorf–Wanfried Spinnhütte
- Großburschla–Altenburschla
- Wasserkraftwerk Falken–Wanfried

Stromversorger wurde nach der Schaffung der DDR-Bezirke und der Umstrukturierung der Energieversorgung im VEB Energieversorgung das Energiekombinat Süd, ab 1979 das Energiekombinat Erfurt. Als die Kapazität der bestehenden 10-kV-Leitungen nicht mehr ausreichte, kam es 1969 sogar zum Bau einer grenzüberschreitenden 30-kV-Leitung vom 30-/10-kV-Umspannwerk Katharinenberg nach Wanfried. Eine zweite 30-kV-Leitung wurde 1980 als Reserve gebaut, nachdem im Mai 1976 ein Unfall mit der bestehenden 30-kV-Leitung auf DDR-Gebiet zu einem Stromausfall in Wanfried führte. Zusätzlich zur Einbindung an das DDR-Netz gab es später auch eine Verbindung mit dem restlichen westdeutschen Mittelspannungsnetz. Rund drei Viertel des in Wanfried genutzten Stroms wurde jedoch aus der DDR importiert.

### Bad Sachsa
Das zweite größere Gebiet neben Wanfried, das aus der DDR mit Strom versorgt wurde, war das niedersächsische Bad Sachsa am südwestlichen Harzrand. Das Stadtwerk von Bad Sachsa war schon vor 1945 an das Versorgungsnetz der Überlandzentrale Bleicherode angeschlossen, dies wurde die gesamte DDR-Zeit hindurch beibehalten. Vom 30-/20-kV-Umspannwerk Klettenberg auf DDR-Gebiet bestanden mehrere grenzüberschreitende 20-kV-Leitungen zu den Stationen Warteberg, Bad Sachsa und Röseberg. Weiterhin gab es eine Verbindung vom Umspannwerk Ellrich des gleichnamigen Elektrizitätswerks, das auch auf DDR-Gebiet lag, nach Röseberg (zunächst 10 kV, später 20 kV) und eine 20-kV-Leitung zwischen den DDR-Umspannwerken Ellrich und Obersachswerfen, die ein kurzes Stück über westdeutsches Gebiet führte und dort die Ortslage Wiedigshof anschloss. In beiden DDR-Umspannwerken, die zur Versorgung Bad Sachsas dienten, waren automatische Spannungsregler eingebaut.
Bis 1979 erfolgte die Stromversorgung ausschließlich über das DDR-Netz, erst im April 1979 wurde das Ortsnetz mit dem restlichen Mittelspannungsnetz im Westen im Zuge einer Notstromversorgung verbunden.

### Weitere Verbindungen
Im Harz existierte weiterhin eine Mittelspannungsleitung zwischen dem Umspannwerk Klettenberg und dem Kraftwerk Ellrich und eine weitere innerdeutsche Mittelspannungsleitung führte von Benneckenstein in Sachsen-Anhalt nach Hohegeiß in Niedersachsen. Weitere 10 kV Leitungen gab es zwischen Herleshausen (BRD) und Sallmannshausen (DDR), beide an der Werra westlich von Eisenach gelegen; auch zwischen Tettenborn (BRD) und Mackenrode (DDR) im Kreis Nordhausen. Daneben existierten auch einige innerdeutsche Niederspannungsleitungen: von Thüringen nach Roteshütte in Hessen, von Liebau nach Bayern und von Potsdam zu einer West-Berliner Pumpstation.

## Verlegung von Leitungen im Grenzgebiet
In zwei Fällen führten Freileitungen zweimal über die innerdeutsche Grenze.
Die Leitung Remptendorf–Neuhaus-Schierschnitz, die zwei Umspannwerke auf DDR-Gebiet verband, verlief auf einem längeren Abschnitt durch bayerisches und damit westdeutsches Gebiet. Erst 1980 wurde der Zustand durch eine auf DDR-Gebiet verlaufende Leitung von Taubenbach nach Sonneberg beendet. Abschnitte der alten Leitung existieren auf bayerischem Gebiet noch und sind Bestandteil einer einkreisigen 110-kV-Leitung.
Umgekehrt führte der Abschnitt Zapfendorf–Steinbach am Wald der von Bahnstromleitung Nürnberg–Muldenstein zwischen Wörlsdorf und Welitsch einige Kilometer über DDR-Gebiet. Nach dem Bau der Grenzanlagen im Jahr 1961 war es der westdeutschen Bundesbahn als Eigentümerin des Bahnstromnetzes nicht mehr möglich, trassenerhaltende Arbeiten durchzuführen, wie etwa das Freischneiden der Trasse von Bewuchs, was zur Folge hatte, dass die hineinwachsenden Bäume mit den Leiterseilen in Berührung kamen und Erdschlüsse auftraten. Daher wurde 1967 dieser Leitungsabschnitt durch eine nur auf westdeutschem Gebiet verlaufende Trasse ersetzt. Noch bis zur Erneuerung der Masten in den Jahren 2017 und 2018 konnte man den Wechsel zwischen alter und neuer Trasse anhand der unterschiedlichen Bauweisen der Masten nachvollziehen.

## Neubau von Hochspannungsleitungen über die innerdeutsche Grenze

### Leitung Wolkramshausen–Neuhof und Netzumformer

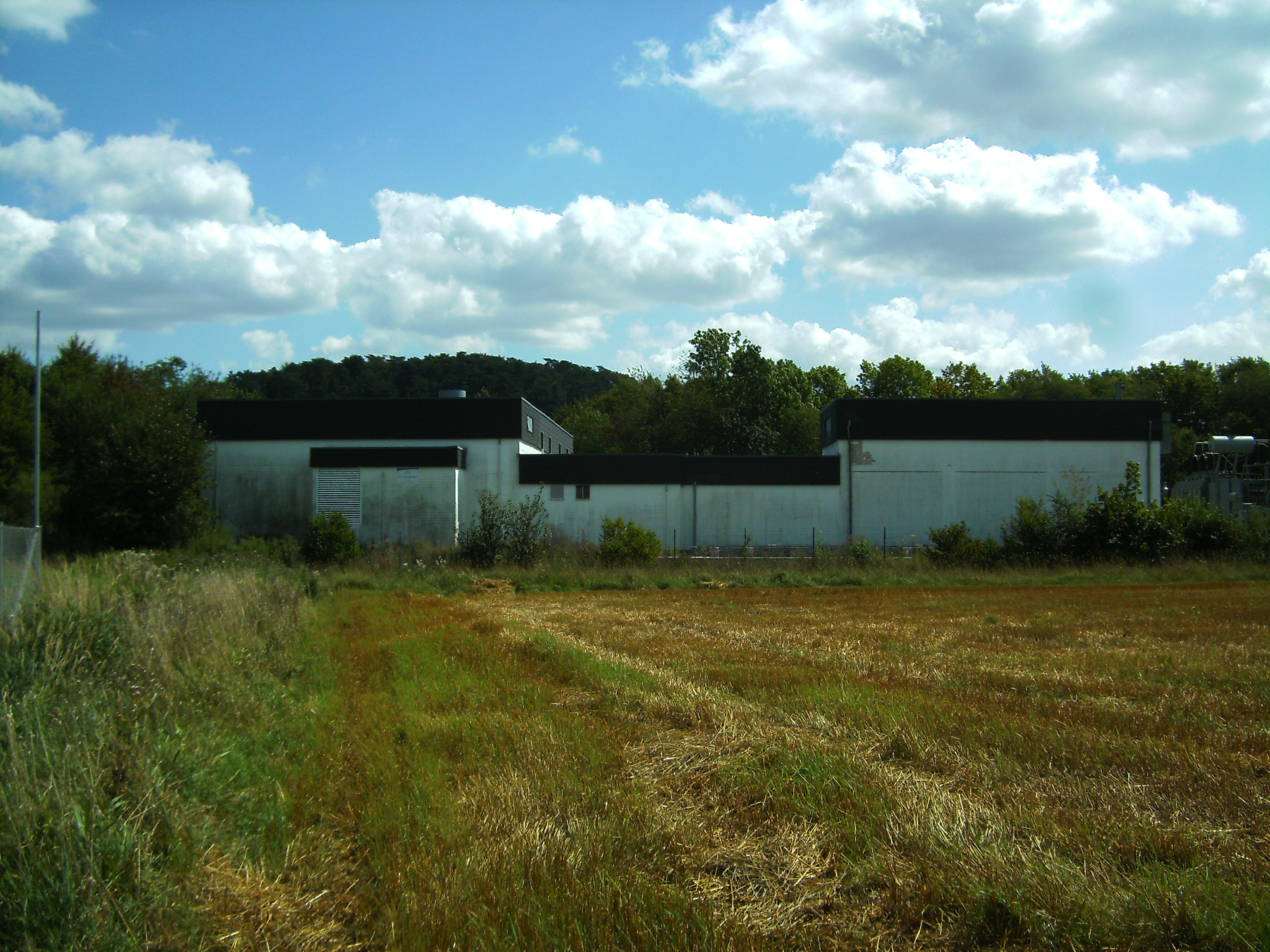
Ehemaliges Umrichtergebäude im Umspannwerk Neuhof, noch bis 2005 betrieben

1985 wurde erstmals auf der Hochspannungsebene eine grenzüberschreitende Leitung gebaut, um Strom aus der DDR in das BRD-Netz einspeisen zu können. Grund war, dass die bisher auf der Mittelspannungsebene durchgeführte Elektrizitätsversorgung des Gebiets um Bad Sachsa an ihre Kapazitätsgrenze gelangt war. Die Stromversorgung dieses westdeutschen Gebiets erfolgte abgekoppelt vom restlichen westdeutschen Netz durch die DDR. Die neue Doppelleitung, die auf DDR-typischen Einebenenmasten verlegt wurde, begann im Umspannwerk Wolkramshausen und wurde zwischen Klettenberg und Tettenborn über die innerdeutsche Grenze hinweg geführt. Um eine Einspeisung ins Mittelspannungsnetz zu ermöglichen, entstand an der Südharzstrecke nördlich von Neuhof ein Umspannwerk. Dabei wurde der aus dem DDR-Netz eingeführte Strom von 110 kV Hochspannung auf 20 kV Mittelspannung heruntergespannt. Dieser wurde ins DDR-synchrone Netz von Bad Sachsa eingespeist.
Auf der Mittelspannungsebene wurde außerdem über zwei rotierende Umformer eine Kopplung mit dem westdeutschen (UCPTE) Netz hergestellt. Hierfür arbeiteten auf der „DDR-Seite“ zwei Asynchronmotoren, die zwei Asynchrongeneratoren antrieben, welche auf der „BRD-Seite“ wiederum Strom erzeugten und in die dortige 20-kV-Ebene der Licht- und Kraftwerke Harz einspeisten. Aus dieser bestand außerdem eine Umspannung in die 60-kV-Ebene der PreussenElektra. Zwischen den 20-kV-Netzen und dem Umformer bestand eine weitere Umspannung auf 10,5 kV in Dreiecksschaltung. Die Wirkleistung der Asynchronmotoren wurde mit 5,2 MW angegeben, die der Asynchrongeneratoren mit 5,0 MVA bei 1.494 Umdrehungen pro Minute. Die Importleistung aus dem DDR-Netz betrug bis zu 40 MVA. Die gesamte Anlage wurde von der Firma Siemens geliefert und sollte später auf bis zu fünf Netzumformer erweitert werden.

### Höchstspannungsverbindung beider Netzverbünde

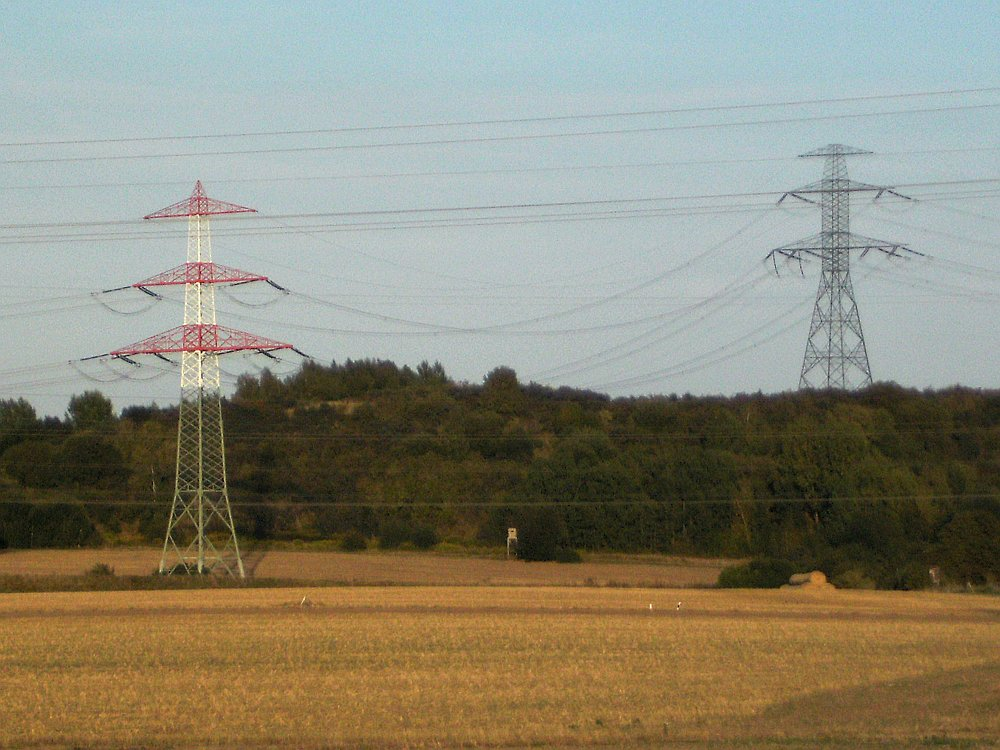
Querung der einstigen innerdeutschen Grenze durch die 380-kV-Leitung Helmstedt-Wolmirstedt. Der Mast links befindet sich in Niedersachsen, der Mast rechts steht in Sachsen-Anhalt

Die gesamte Zeit der deutschen Teilung hinweg bestanden Pläne, den Inselbetrieb West-Berlins durch eine Anbindung ans westdeutsche UCPTE-Netz zu beenden. In den Jahren 1973 und 1974 plante die Bundesregierung etwa, das damals im Bau befindliche polnische Kraftwerk Dolna Odra bei Stettin über eine Höchstspannungsleitung durch DDR-Gebiet an die BRD anzuschließen und im Zuge dessen auch das West-Berliner Stromnetz mit einzubeziehen. Sogar bis in die russische Oblast Kaliningrad war eine Verlängerung dieser Leitung geplant. Trotz möglichem Nutzen auch für die DDR-Wirtschaft scheiterten sämtliche Vorhaben aus politischen Gründen, da die Regierung der DDR diese Pläne ablehnte. Auch der West-Berliner Senat sah das Projekt kritisch, da man eine Kappung der Leitung auf DDR-Gebiet als Druckmittel fürchtete.
Dennoch wurde das Vorhaben, das West-Berliner Stromnetz an das westdeutsche zu binden, nie aufgegeben. Ende 1985 begann die Sowjetunion, West-Berlin mit Gas zu beliefern. Die Devisenknappheit der DDR ließ auch im Politbüro der SED ein Umdenken stattfinden. Als 1987 Erich Honecker zum ersten und einzigen Mal auf offiziellem Besuch in der Bundesrepublik Deutschland war, entstand unter dem Engagement des damaligen VEBA-Vorstandvorsitzenden Rudolf von Bennigsen-Foerder eine Vereinbarung, zukünftig Stromlieferungen zwischen der Bundesrepublik und West-Berlin über DDR-Gebiet zu ermöglichen. Im darauffolgenden Jahre wurde nach längeren Verhandlungen der sogenannte EEÜE-Vertrag („Elektroenergieübertragungseinrichtung“) zwischen den VEBA-Tochterunternehmen PreussenElektra und Bewag sowie der DDR-Handelsgesellschaft Intrac geschlossen.
Der am 7. März 1988 abgeschlossene EEÜE-Vertrag sah den Bau einer 200 km langen 380-kV-Verbindung mit einer Übertragungskapazität von 3240 MW zwischen dem Netz der PreussenElektra und West-Berlin vor. Am bestehenden Umspannwerk Wolmirstedt nördlich von Magdeburg war eine Verbindung mit dem Höchstspannungsnetz der DDR vorgesehen. Bis zum Bau einer Umformeranlage, der für einen späteren Zeitpunkt vorgesehen war, sollte die Einspeisung des DDR-Netzes vom Block C des Kraftwerks Offleben aus mit der (ostdeutschen) VES-Frequenz erfolgen. Hierfür wird der 460-MW-Block vom westeuropäischen Netzverbund getrennt. Vertraglich zugesichert waren zunächst eine Milliarde Kilowattstunden pro Jahr, die von der PreussenElektra über die neue Leitung ins DDR-Netz eingespeist werden sollten. Aufgrund Devisenmangels sollte die DDR im Gegenzug erst Braunkohle an die BRD liefern, dies wurde später jedoch fallengelassen. Der teils als „Jahrhundertvertrag“ betitelte Stromlieferungsvertrag wurde zunächst auf zwanzig Jahre befristet.
Während die Bewag dem Ende des seit 1952 bestehenden Strom-Inselbetriebs mit infolgedessen höheren Strompreisen entgegenkam, sah die PreussenElektra in der Bewag und dem DDR-Netz weitere Absatzmärkte für Überkapazitäten. Die DDR erhoffte sich neben der Stabilisierung des Netzes durch zusätzliche gesicherte Stromlieferungen auch die Einnahme von Devisen.
Explizit wurden der Aufbau der EEÜE und die zeitliche Abfolge der Bauabschnitte vertraglich festgelegt:
- 50 km an 380-kV-Doppelleitung zwischen dem Umspannwerk Helmstedt der PreussenElektra und dem Umspannwerk Wolmirstedt, 2× 1.620 MW, ab Ende 1989 bis Ende 1991 im Richtbetrieb
- 150 km an 380-kV-Doppelleitung zwischen dem Umspannwerk Wolmirstedt und Berlin (West), 2× 1.620 MW, ab Ende 1991
- Kupplungseinrichtung in Wolmirstedt, Nennleistung 600 MW, zur Ermöglichung eines Verbunds zwischen UCPTE- und RGW-Netz[31]

Am 3. Oktober 1989 ging die Leitung Helmstedt–Wolmirstedt als erste über die innerdeutsche Grenze hinweg führende 380-kV-Leitung mit zunächst 220 kV Spannung in Betrieb. Dem vorübergehenden Richtbetrieb sollte Ende 1991 die Inbetriebnahme der 160-kV-Gleichstromkurzkupplung im Umspannwerk Wolmirstedt folgen, deren Bau Anfang 1989 begann. Da das ostdeutsche 380-kV-Netz nicht dieselbe Leistungsfähigkeit wie das westdeutsche besaß, war eine Gleichstromkupplung zwischen westdeutschen 380-kV- und ostdeutschen 220-kV-Netz vorgesehen. Die nachfolgenden Ereignisse, die sehr bald zum Fall der Mauer und im Jahr darauf zur Wiedervereinigung führten – diese wurde auf den Tag genau ein Jahr nach Inbetriebnahme der Leitung vollzogen – waren bei Realisierung des ersten Leitungsabschnitts in ihrer Dimension noch nicht absehbar.

## Zusammenwachsen beider Stromnetze nach 1990

### Richtbetrieb nach der Wiedervereinigung

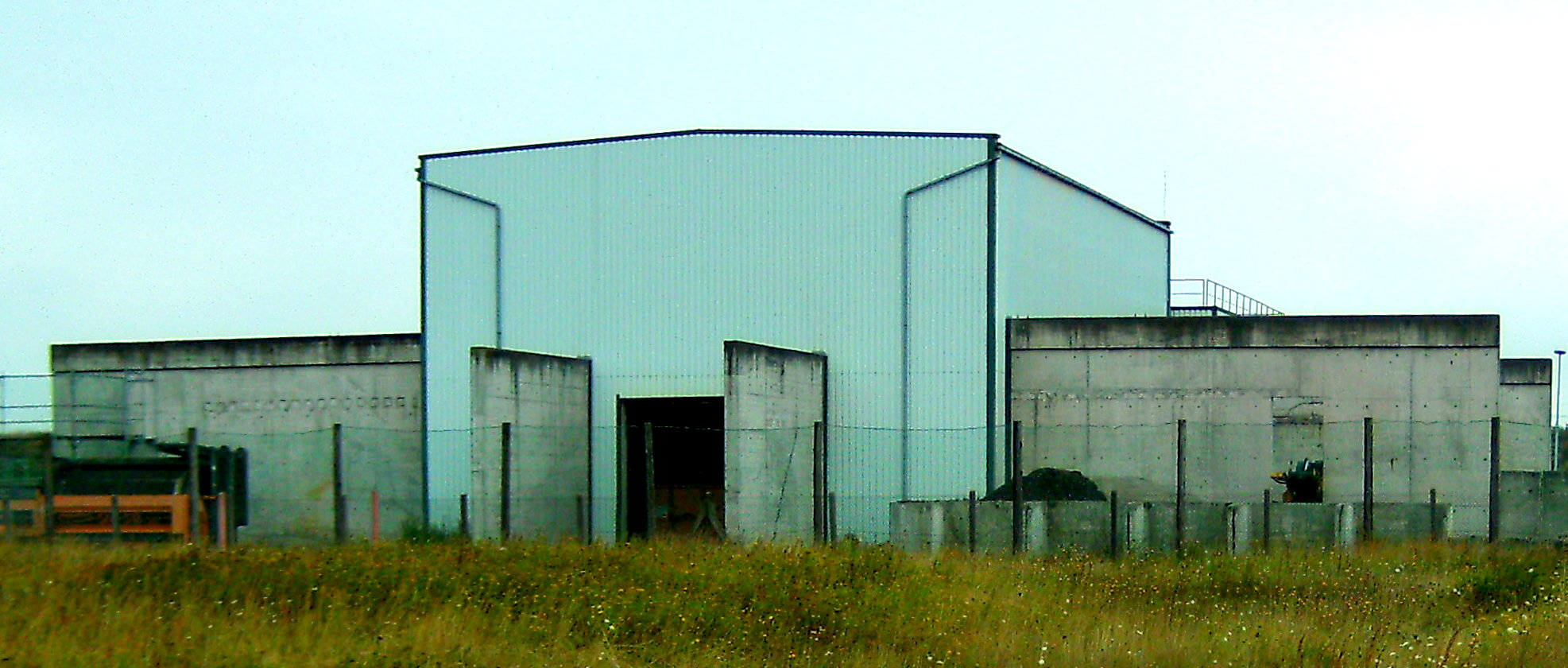
Fertiggestellte, aber aufgrund der Wiedervereinigung nie in Betrieb gegangene Halle für Frequenzumformer zur Anbindung des BRD-Stromnetzes an das der DDR am Umspannwerk Wolmirstedt

Die Wende und friedliche Revolution in der DDR führte ab 1989 neben dem Fall der innerdeutschen Grenze zur ersten freien Volkskammerwahl, ehe im Laufe des Jahres 1990 zunächst am 1. Juli die Währungs-, Wirtschafts- und Sozialunion und schließlich am 3. Oktober die endgültige Wiedervereinigung folgten. Plante die letzte DDR-Regierung unter Lothar de Maizière noch, die ostdeutsche Energieversorgung von den drei westdeutschen Großversorgern PreussenElektra, Bayernwerk und RWE zu übernehmen, so wurde im Stromvertrag im August 1990 eine Drei-Ebenen-Lösung unter Beteiligung der ostdeutschen Kommunen und mehrerer westdeutscher Energieversorgungsunternehmen getroffen. Die einzelnen Energiekombinate wurden durch die Treuhandanstalt übernommen und in GmbHs umgewandelt, wobei die kommunalen Stadtwerke zur Versorgung der größeren Städte in kommunaler Hand blieben. Die oberste Ebene, das Übertragungsnetz auf 220- und 380-kV-Ebene, wurde durch die neu gegründete Vereinigte Energiewerke AG übernommen, an der mehrere westdeutsche Energieversorger Anteile hatten.
Auch nach dem Mauerfall wurde weiter an der EEÜE gearbeitet, die Bauarbeiten für die Gleichstromkurzkupplung im Umspannwerk Wolmirstedt schritten voran. Mit dem Inkrafttreten der Währungs-, Wirtschafts- und Sozialunion zum 1. Juli 1990 erschien neben der politischen auch eine elektrische Wiedervereinigung beider deutscher Staaten absehbar, weshalb das EEÜE-Projekt aus politischen Gründen auf Eis gelegt und ein Baustopp verhängt wurde. Zu diesem Zeitpunkt war die Stromrichterhalle im Rohbau fertiggestellt, die bestellten leistungselektronischen Komponenten waren aber noch nicht installiert. Diese wurden stattdessen im Umspannwerk Etzenricht verbaut, wo 1992 eine schon vor der Wende geplante 380-kV-Verbindung zwischen deutschem und tschechoslowakischem Netz über eine Gleichstromkurzkupplung in Betrieb ging. Die Stromrichterhalle wurde fortan als Lagerplatz für einen Recyclinghof genutzt.
Ende Oktober 1990 wurde der Richtbetrieb auf der Strecke Helmstedt–Wolmirstedt umgestellt. Grund war, dass die PreussenElektra zusätzliche Stromlieferungen bei eventuellen Kraftwerksausfällen anforderte. Zusätzlich zum mit dem ostdeutschen Netz synchronisierten Stromkreis aus dem Block C des Kraftwerks Offleben schloss die VEAG einen Stromkreis aus dem Werk II des Kraftwerks Lübbenau mit dem westdeutschen Netz zusammen. Hierfür wurde durch den Zusammenschluss der 380-kV-Leitungen Helmstedt–Wolmirstedt und Wolmirstedt–Ragow ein 260 km langer Stromkreis gebildet. Da das Kraftwerk Lübbenau mit allen Blöcken in die 220-kV-Ebene des Umspannwerks Ragow einspeiste, wurde auch der Stromkreis entlang der beiden Leitungen bis Helmstedt auf 220 kV umgestellt. Dieser kurzfristig hergestellte Zustand bestand bis zur Synchronisierung des ostdeutschen Netz mit dem westdeutschen im Jahr 1995. In dieser Zeit wurden 5 TWh Grundlastlieferungen bei 500 MW Kraftwerksleistung für das westdeutsche Netz bereitgestellt.

### Synchronisierung des West-Berliner Stromnetzes
Der letzte noch zu realisierende Abschnitt der EEÜE, die 380-kV-Leitung von Wolmirstedt nach West-Berlin, konnte nicht mehr planmäßig bis Ende 1991 fertiggestellt werden, da die Baugenehmigung für den Erdkabelabschnitt auf Berliner Stadtgebiet nicht erteilt wurde. Der Bau verteuerte sich um 385 Millionen DM. Um den unsicheren Inselnetzbetrieb des Westteils der Stadt dennoch zügig zu beenden, beschloss man vorerst einen Synchronschluss mit dem ostdeutschen Netz. Hierfür wurde zwischen den städtischen Umspannwerken Mitte und Jägerstraße ein 110-kV-Kabel verlegt, mit dem das Netz der Bewag mit dem seit 1990 als Energieversorgung Berlin AG (EBAG) betriebene im Ostteil der Stadt verbunden wurde. Der Synchronschluss erfolgte zum 1. Dezember 1992. Die Kabelverbindung diente hauptsächlich als Störreserve. Aufgrund der geringen Belastbarkeit dieses Provisoriums von nur 300 MW musste West-Berlin nach wie vor im „virtuellen Inselnetzbetrieb“ weiter versorgt werden, d. h. die meisten Versorgungsaufgaben und Lastschwankungen wurden durch West-Berliner Kraftwerke ausgeglichen. Auch eine seit 1986 zur Frequenzstützung im Kraftwerk Steglitz installierte Batteriespeicheranlage wurde noch weiter benötigt.
Im Oktober 1994 war die 380-kV-Leitung zwischen dem Umspannwerk Wolmirstedt und der neu gebauten 380-kV-Anlage des Umspannwerks Teufelsbruch auf West-Berliner Gebiet baulich fertiggestellt. Zwischen diesem Umspannwerk und der Schaltanlage des Kraftwerks Reuter entstand ein Erdkabel, wodurch die aus der Zeit der geteilten Stadt stammende 380-kV-Leitung vom Kraftwerk Reuter zum Umspannwerk Mitte erstmals seit ihrem Bestehen an das umliegende Höchstspannungsnetz angebunden wurde. Im selben Jahr ging die Ostberliner EBAG in der Bewag auf, womit das gesamte Berliner Stadtgebiet erstmals seit 1948 wieder unter einer gemeinsamen Energieversorgung stand. Der damalige Regierende Bürgermeister von Berlin, Eberhard Diepgen, bezeichnete im Rahmen der feierlichen Inbetriebnahme der Leitung am 7. Dezember 1994 diese Ereignisse als „endgültige Aufgabe des Insulaner-Daseins“, nach Jahrzehnten des eigenständigen Westteils als „Insel im roten Meer“.

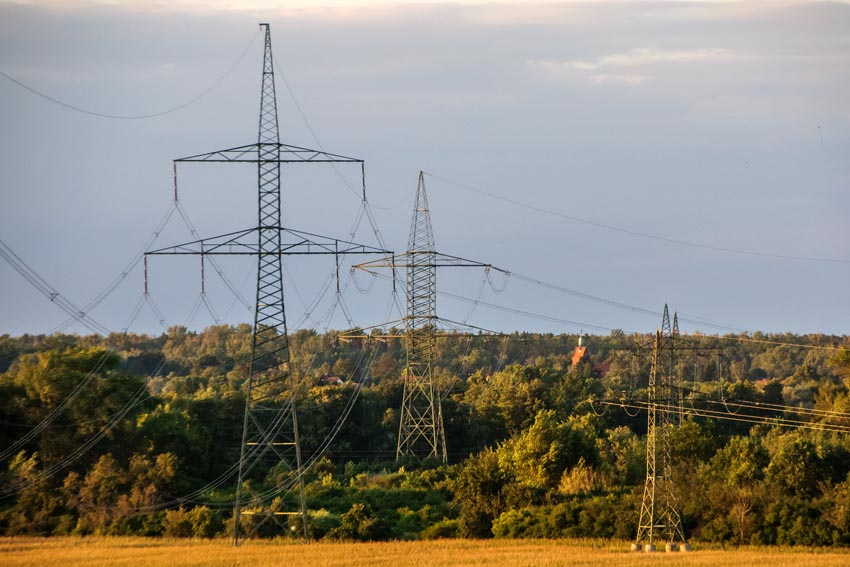
Leitung Wolmirstedt–Teufelsbruch
- Programm der feierlichen Inbetriebnahme der 380-kV-Verbundleitung Berlin-Wolmirstedt

## Die „elektrische Wiedervereinigung“
Schon wenige Wochen nach dem Mauerfall kam es zwischen dem westdeutschen Energieversorger PreussenElektra, der West-Berliner BEWAG und dem VE Kombinat Verbundnetze Energie der DDR zu informellen Gesprächen über eine mögliche Synchronisation der Energienetze beider deutscher Staaten. Da bereits die erste Leitung zwischen Helmstedt und Wolmirstedt fertiggestellt und die Fortsetzung nach West-Berlin in Aussicht war, schien eine Synchronisation mittelfristig möglich. Ende Dezember 1989 lag der Masterplan vor, der in den folgenden Jahren tatsächlich umgesetzt wurde.
Für die Einrichtung der möglichen Verbindungsleitungen wurden Leistungsfluss, Kurzschlussfestigkeit und Netzstabilität des DDR-Netzes bewertet. Neben den Energieversorgungsunternehmen selbst waren in hohem Maße die Deutsche Verbundgesellschaft und die RWTH Aachen mit Prof. Hans-Jürgen Haubrich an den Untersuchungen beteiligt. Man konstatierte, dass aufgrund der Blindleistung ein Ausbau der Kompensationsleitung im lastschwächeren nördlichen Netz nötig wäre. Die Kurzschlussfestigkeit der betroffenen Schaltanlagen wies keine kritischen Überschreitungen auf. Zur Netzstabilität, die auch in einem kritischen Fehlerfall – etwa einem dreipoligen Kurzschluss – gewährleistet sein muss, stellte sich die Variante mit vier Kuppelleitungen am geeignetsten heraus. Folgende vier 380-kV-Leitungen waren zur Kupplung beider Netze vorgesehen:
- Krümmel – Güstrow
- Helmstedt – Wolmirstedt – West-Berlin (in Teilen bereits fertiggestellt und im Richtbetrieb)
- Mecklar – Vieselbach
- Redwitz – Remptendorf

Zumindest nach Fertigstellung der als elementar erachteten Leitung Mecklar–Vieselbach, die beide Netze fast in der Mitte verbinden würde, wäre ein Synchronschluss des ostdeutschen mit dem westdeutschen (UCPTE-)Netz möglich.

### Leitung Redwitz–Remptendorf

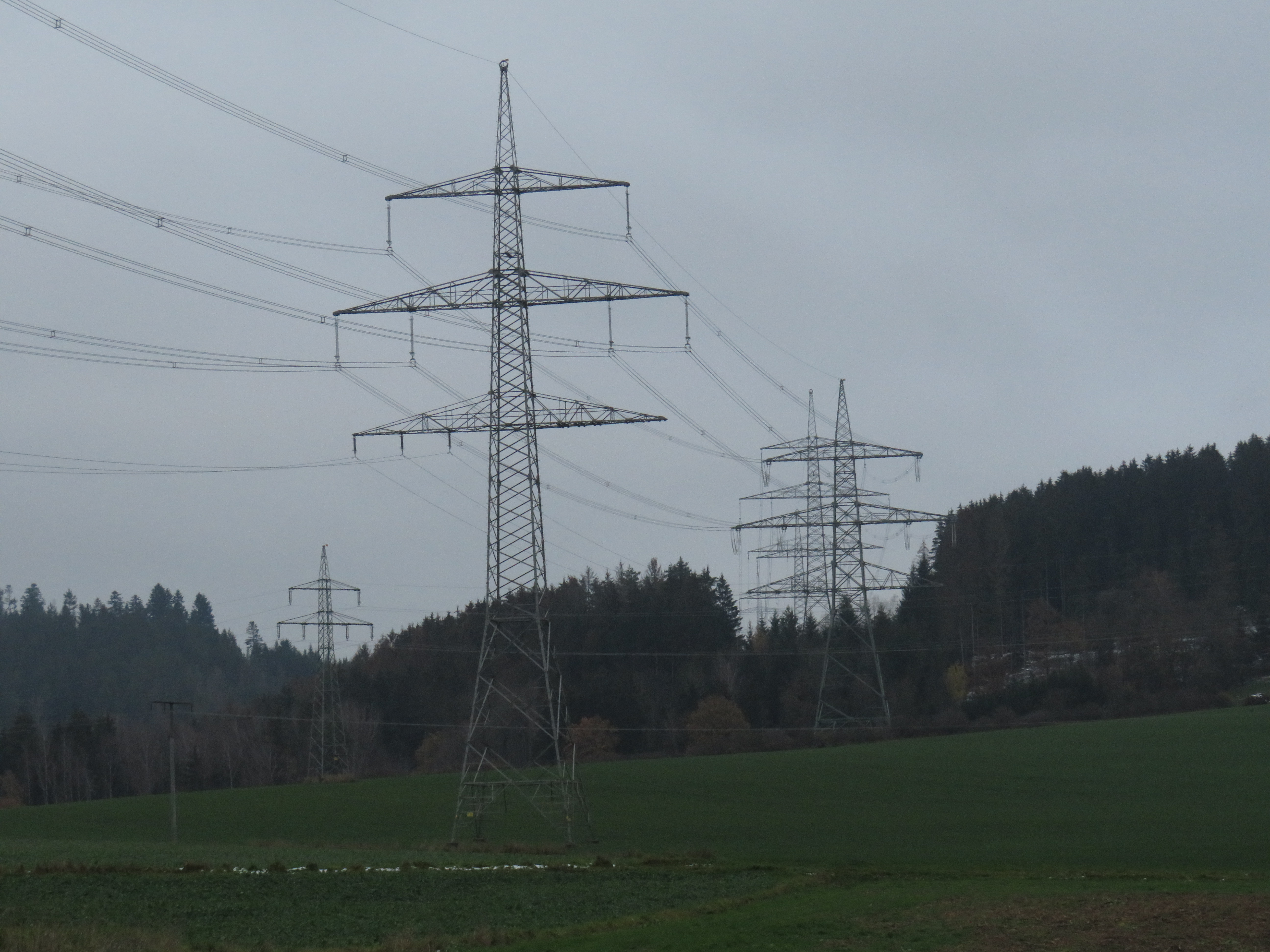
Neubauleitung Redwitz–Remptendorf

Für den Fall einer Wiedervereinigung wurde der bayerische Abschnitt der 1954 auf ostdeutscher Seite von der sowjetischen Militäradministration demontierten 220-kV-Leitung Remptendorf–Ludersheim der Reichssammelschiene erhalten. Noch kurz vor der Wiedervereinigung begann im Höchstspannungsnetz des Bayernwerks eine tiefgreifende Umstrukturierung. Viele bislang mit 220 kV betriebene Leitungen wurden für einen 380-kV-Betrieb umgerüstet, entweder durch Umstellung der bereits größer dimensionierten Trassen wie dem Ostbayernring oder dem kompletten Ersatzneubau in gleicher Trasse, wie er zwischen den Umspannwerken Redwitz und Grafenrheinfeld durchgeführt wurde. Zur weiteren Stabilisierung des nach wie vor störanfälligen ostdeutschen Netzes war nach der Wiedervereinigung eine Verbundleitung zwischen Bayernwerk und ostdeutschem Netz fest eingeplant.
Nach nur rund einjähriger Bauzeit ging schon am 20. Dezember 1991 – auf den Tag genau 51 Jahre nach Inbetriebnahme der Reichssammelschiene im Abschnitt Remptendorf–Ludersheim – die neue, zweikreisige 380-kV-Leitung Remptendorf–Redwitz in Betrieb. Sie folgt der Bestandsleitung der Reichssammelschiene, was die kurze Bauzeit begünstigte, darüber hinaus waren die Grundbucheinträge über die Beschränkte persönliche Dienstbarkeit für die Trasse auf Thüringer Seite noch vorhanden. Bis Ende 1999 war diese Leitung noch mit 220 kV in Betrieb. Ähnlich wie auf der Leitung Helmstedt–Wolmirstedt fand auch hier zunächst ein Richtbetrieb statt, synchronisiert mit dem ostdeutschen Netz.

### Leitung Mecklar–Vieselbach

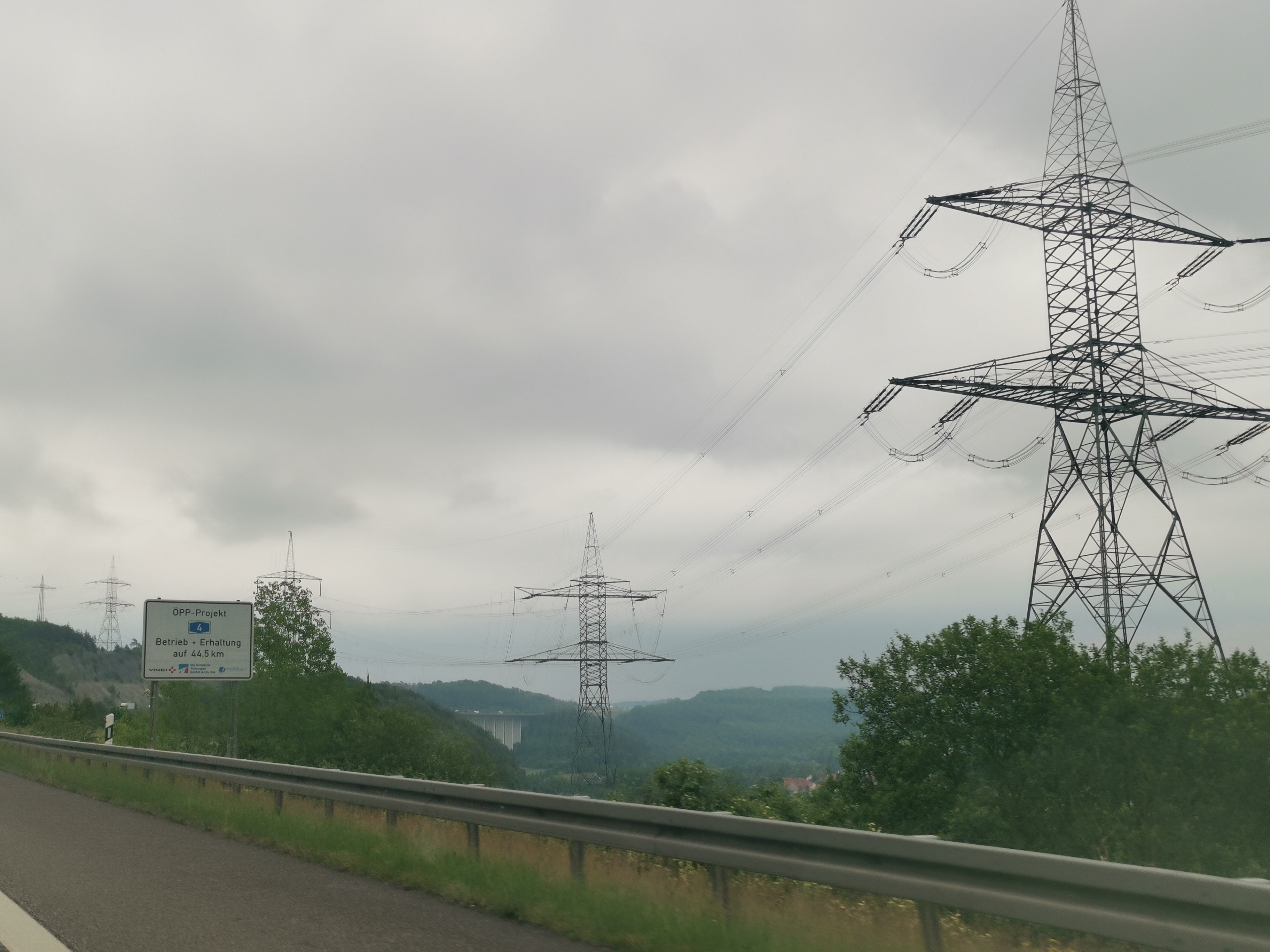
Leitung Mecklar–Vieselbach an der hessisch-thüringischen Landesgrenze

Diese Leitungsverbindung galt, aufgrund der geografischen Lage etwa in der Mitte Deutschlands und damit des deutschen Verbundnetzes, als wichtigster Baustein für die Realisierung eines stabilen Synchronschlusses beider deutschen Netze. Die Synchronisierung des ostdeutschen Netzes mit dem westdeutschen war für den Zeitpunkt vorgesehen, an dem zum einen die Kraftwerke im (ostdeutschen) VEAG-Gebiet mit Frequenzsteuereinrichtungen nachgerüstet worden sind, zum anderen mindestens eine dritte Höchstspannungsverbindung zwischen beiden Netzen in Betrieb genommen wurde. Die PreussenElektra plante schon 1990, im Zeitraum zwischen Mauerfall und Wiedervereinigung, den Bau dieser Verbindung, um die Versorgungslage in der DDR zu entlasten (seitens des Energieversorgers sprach man von angespannter Versorgungslage). Mithilfe einer zusätzlichen 380-kV-Leitung von Albstadt nach Dipperz, von wo aus wiederum eine Leitung nach Mecklar führte, entwarf man den Ausbau eines Richtbetriebs, wobei Strom aus dem Kraftwerk Staudinger in das Netz der DDR eingespeist werden sollte. Diese Leitung ging erst 1992, zwei Jahre nach der Wiedervereinigung, in Betrieb.
Die Inbetriebnahme der Leitung Mecklar–Vieselbach verzögerte sich um einige Jahre, da ihr Bau auf hessischem Gebiet umstritten war. Das Umspannwerk Mecklar wurde im Zuge dessen neu errichtet und an die bestehende 380-kV-Leitung Borken–Dipperz angeschlossen. Der realisierte Trassenverlauf führt größtenteils entlang der BAB 4, gebündelt mit der neu errichteten Bahnstromleitung Bebra–Weimar. Ein zusätzliches 380-kV-Umspannwerk zur Spannungshaltung aufgrund der dortigen Industriestandorte entstand an der Leitungstrasse bei Eisenach. Knapp 5 Jahre nach der politischen Wiedervereinigung ging am 8. September 1995 die Leitung Mecklar–Vieselbach in Betrieb, womit die netztechnischen Voraussetzungen für die „elektrische Wiedervereinigung“ erfüllt waren.

### Synchronschluss
Eine Woche nach Aufnahme des Probebetriebs auf der Leitung Mecklar–Vieselbach wurden alle Vorkehrungen getroffen, west- und ostdeutsches Netz miteinander zu synchronisieren. Hierzu wurde am 13. September 1995 alle Koppelleitungen zum VEAG-Netz sowohl nach Westdeutschland als auch nach Polen und Tschechien getrennt, sodass um 09:31 Uhr ein dreiminütiger Inselbetrieb vorlag. Um 09:34 wurde die Leitung Helmstedt–Wolmirstedt als erste wieder eingeschaltet, kurz darauf auch die beiden anderen Verbundleitungen Mecklar–Vieselbach und Redwitz–Remptendorf, womit eine Angleichung des VEAG-Netzes mit dem UCPTE-Frequenzblock hergestellt war.
Der weitere Synchronschluss mit Polen, Tschechien, der Slowakei und Ungarn wurde im Zuge des Synchronschlusses des ehemaligen DDR-Netzes mit dem der UCPTE seit 1992 vorbereitet. Hierfür wurde am 2. Oktober 1992 der Netzverbund CENTREL gegründet, indem die Verbindungen zum ehemals sowjetischen (östlicher gelegenen) Netz getrennt wurden, es wurde ein „großer“ Inselbetrieb eingerichtet. Am 18. Oktober 1995 wurden die Stromnetze Tschechiens, Polens und Ungarns mit dem UCPTE-Stromnetz synchronisiert, indem die Leitungen Röhrsdorf–Hradec, Kiesdorf–Mikulowa und Vierraden–Krajnik parallelgeschaltet wurden. Außerdem wurde die Leitung Etzenricht–Hradec, die bisher über eine Gleichstromkurzkopplung im Umspannwerk Etzenricht den Stromaustausch zwischen beiden Netzverbünden ermöglichte, über eine Umgehungsschiene direkt ins Schaltfeld des Umspannwerks Etzenricht eingeführt. Die Gleichstromkurzkopplung war somit entbehrlich und wurde später demontiert.
Die beiden Gleichstromkurzkupplungen, die das österreichische Stromnetz (VERBUND/APG) mit dem CENTREL-Block (Dürnrohr–Slavětice und Wien-Südost–Győr) verbanden, blieben noch bis Oktober 1996 in Betrieb. Grund war, dass das österreichische 380-kV-Netz zu diesem Zeitpunkt noch lückenhaft war und das ostösterreichische Gebiet, mit dem die beiden Koppelleitungen verbunden waren, keinerlei Verbindung mit dem restlichen 380-kV-Netz des UCPTE-Netz hatte. Nachdem einige Kraftwerke in Polen mit Regelautomatiken nachgerüstet wurden, konnte auch ein stabiler Verbundbetrieb zwischen ostösterreichischem und ehemaligem CENTREL-Netz durchgeführt werden.

## Nachträglich gebaute Verbindungen
Ursprünglich war die Anschaltung des Stromnetzes der einstigen DDR an das westdeutsche Verbundnetz erst für den Zeitpunkt geplant, zu dem die vierte 380-kV-Leitung von Krümmel über Lübeck-Siems nach Görries in Betrieb gehen würde – die UCPTE ging beispielsweise einige Zeit vom Jahr 1997 aus. Der Bau dieser Leitung wurde allerdings kurz nach der Jahrtausendwende gestrichen. Als Folge konnte bis zur Installation eines statischen Blindleistungskompensators im Umspannwerk Lübeck-Siems und der Verlegung eines 220-kV-Erdkabels zwischen dem Umspannwerk Lübeck-Siems und dem Umspannwerk Lübeck-Bargerbrück die HGÜ Baltic Cable nicht mit Volllast betrieben werden. Nördlich von Krümmel wurde bereits mit dem Bau einer zweikreisigen 380-kV-Leitung begonnen, diese ging in ihrer ursprünglichen Form jedoch nie in Betrieb, da die beiden Höchstspannungs-Stromkreise kurz vor der Querung der Bundesautobahn 24 blind an einem Mast endeten und lediglich die auf einer unteren Zusatztraverse mitgeführte 110-kV-Leitung weiterlief.
Mit dem Bau der vierten 380-kV-Verbindung, der Leitung von Krümmel nach Görries, die entgegen den ursprünglichen Planungen nicht über Lübeck, sondern entlang der A 24 geführt wird, wurde 2010 begonnen. Im Oktober 2012 wurde diese Leitung komplett fertiggestellt und in Betrieb genommen. Dabei wurde ein Großteil des bislang nicht in Betrieb genommenen Abschnittes der 380-kV-Freileitung nördlich von Krümmel verwendet.
Die fünfte innerdeutsche 380-kV-Verbindung entstand in mehreren Etappen von 2008 bis 2016 und ist Teil der sogenannten Thüringer Strombrücke, die gebaut wurde, um benötigte Kapazitäten im Nord-Süd-Netz zwischen den Windparkstandorten im Norden und den Verbrauchszentren im Süden herzustellen. Sie verläuft zwischen den Umspannwerken Bad Lauchstädt (Sachsen-Anhalt), Erfurt-Vieselbach, Altenfeld (Thüringen) und Redwitz (Bayern). Der erste Stromkreis dieser Leitung zwischen Altenfeld und Redwitz wurde Ende 2015 in Betrieb genommen.

## Zusammenschluss des Bahnstromnetzes
Rund ein halbes Jahr vor dem Synchronschluss der Drehstromnetze wurde das west- und ostdeutsche Bahnstromnetz miteinander verbunden. Auf dem Gebiet der ehemaligen DDR existierte nur in Ostthüringen, dem südlichen Sachsen-Anhalt und in großen Teilen Sachsens ein eigenes Netz an Bahnstromleitungen, das vom Kraftwerk Muldenstein aus versorgt wurde und, nachdem die sowjetische Besatzungsmacht alle vor dem Krieg erbauten Bahnstromleitungen demontierte, in der DDR neu aufgebaut wurde. Im Rest des Landes wurde Drehstrom aus dem öffentlichen Netz in Umformerwerken an der Bahntrasse in Bahnstrom umgewandelt. Nach dem Mauerfall beschlossen die beiden deutschen Bahnverwaltungen allerdings schon im April 1990, beide Netze durch den Neubau von Leitungen wieder miteinander zu verbinden.
Nachdem das neue Kraftwerk Kirchmöser, dessen erzeugte Energie für das Bahnstromnetz vorgesehen war, 1994 fertiggestellt wurde, entstanden neue Bahnstromverbindungen von Kirchmöser und Muldenstein sowie nach Wolfsburg, wo das westdeutsche Bahnstromnetz erreicht wurde. Zum 14. März 1995 um 15:06 Uhr waren mit Inbetriebnahme der Leitung zwischen den Unterwerken Lehrte, Solpke und Heeren beide Bahnstromnetze auf 16⅔ Hz nach 50 Jahren der Trennung erstmals wieder parallelgeschaltet. Rund anderthalb Stunden zuvor glückte um 13:28 Uhr der erste Synchronisierversuch.
Etwa ein Jahr später ging am 29. Februar 1996 die zweite innerdeutsche Bahnstromleitung zwischen Bebra und Weimar in Betrieb, die im Wesentlichen parallel zur 380-kV-Leitung von Mecklar nach Vieselbach führt. Zwei Stichleitungen in die neuen Bundesländer entstanden ebenfalls in den 1990er Jahren: Von Lüneburg nach Boizenburg und von Steinbach am Wald nach Saalfeld. Die dritte Leitung zwischen west- und ostdeutschem Bahnstromnetz wurde am 23. Juni 2001 zwischen Saalfeld und Weimar in Betrieb genommen.